# Aït Izdeg
 (août 2012).
Si vous disposez d'ouvrages ou d'articles de référence ou si vous connaissez des sites web de qualité traitant du thème abordé ici, merci de compléter l'article en donnant les références utiles à sa vérifiabilité et en les liant à la section « Notes et références ».
Les Aït Izdeg (en berbère : ⴰⵢⵜ ⵉⵣⴷⴳ, prononcé aussi ⴰⵢⵜ ⵉⵣⴷⴴ) sont des berbères Matghara parlant le Tamazight (berbère du Maroc central).
Les historiens et les ethnologues sont aujourd’hui d’accord : les Aït Izdeg  sont originaires du Haut Todgha où ils vivaient en nomades avant le XIIe siècle. El Beideq, au XIIe siècle place les Aït Izdeg dans l’ancienne tribu Aït Tayart au même titre que les Aït Toudeght, Aït Ferkla et Aït Ghriss …(Laârbi Mezzine).
Au XIIe siècle, les Aït Atta devenus trop nombreux pour un pays trop pauvre s’efforçaient – selon le Capitaine Henry de chasser de leur terrain de parcours les Aït Izdeg. Ces derniers quittaient le Todgha et allaient transhumer vers le Ziz.
La poussée des Aït Atta ne s’effectuait pas sans de vives réactions de la part des Aït Izdeg. Des guerres épisodiques éclataient entre les Aït Izdeg  et les Aït Atta. Le pays est austère. Il est fait de montagnes de couleur rouge ocre, sillonnées de ravins. Les terres cultivables se résument à une mince bande longeant l’oued Ziz. Les forêts sont clairsemées, les pâturages sont maigres.
Les Aït Izdeg  se sont majoritairement sédentarisés depuis plusieurs siècles le long de la vallée du Ziz, qui constituait leur foyer central, duquel ils ont débordé à l’est vers Gourrama et jusqu’au Touat, selon certaines sources orales. Ils comptent quelques nomades dans la région de Tiâlaline, près de Rich.
Possédant une place prépondérante au sein de la confédération Aït Yafelman, ils ont joué un rôle d’équilibre dans la région entre le XVII et XVIIIe siècle. La route Fès Tafilalt, la vallée du Ziz, le col de Talghumt Tizi n Telɣumt faisaient leur poids.
Aucun caïd des tribus composant la confédération n’était aussi connu que ceux des Aït Izdeg. Le redoutable Caïd Brahim Issoumour commandait toute la confédération à la deuxième moitié du XIXe siècle. Certaines sources rapportent que même l’Izref (droit coutumier) utilisé au XIXe par les Aït Yaflmane appartenait aux Aït Izdeg. 